# ブロッキング (舞台芸術)
ブロッキング（英語: blocking）は、演劇、バレエ、映画、あるいはオペラなどにおける、パフォーマンスを容易にするために舞台上での俳優の正確な動きやポジショニング、を指す用語である。
舞台演出家は通常、リハーサルにおいてブロッキングを決定する。一定の劇的効果のためにどこで動くべきなのかを俳優に告げ、観客にとっての視界のラインを確かめる。
ひとつの芝居のそれぞれのシーンは、通常、ユニットとして「ブロッキング」され、そののちに、演出家は次のシーンへと移る。ひとつのシーンでのステージ上の俳優たちのポジショニングは通常、舞台上のすべてがシーン間ではけてしまわないかぎり、それにつづくポジショニングのための可能性を誘うものである。いちどすべてのブロッキングが芝居を完成したとき、それを「ブロッキングで満たされた（fully blocked）」といい、そのとき「磨き（polishing）」あるいは改良のプロセスが始まる。ブロッキング・リハーサルの間、通常、演出助手あるいは制作（Stage manager）、もしくはその両者が、俳優がステージ上でどこに位置するのか、そしてその動きのパターンについての記録をつけておく。
制作にとって、俳優のポジションを記録しておくことはとくに重要なことで、演出家というものは通常、芝居のそれぞれのパフォーマンス（上演）に立ち会ったりしないからであり、俳優が割り当てられたブロッキングを毎晩追いかけるのを確かめることは制作の仕事になっている。
さらに、ときに映画の文脈で用いられることがあり、フレームのなかでの俳優の配列について話すときの語となる。この文脈においては、ブロッキングのプロセスの一部としてカメラの動きを考慮する必要もある（Cinematography参照）。
一度に複数のカメラを使用するテレビの撮影現場の場合、映画のカット割りに相当するものがスイッチングによるカメラ割りである。このカメラ割り自体、また、それを決める作業をブロッキングと呼ぶ。

## 舞台演出
舞台はブロッキングを容易にするために、エリアに名まえがついている。
- ステージの後方は「舞台奥（up-stage）」とされる。この英語名はギリシアの劇場の傾斜した舞台に由来している（下記参照）。
- ステージの前方は「舞台手前（down-stage）」。
- 「上手（かみて、舞台右）」、「下手（しもて、舞台左）」、舞台の上下（かみしも（Stage Left and right））は、少なくともイギリスと北米の演劇界では、観客に対面する俳優にとっての左右を指す。なぜなら、これはときに「プロンプト（prompt。左の意）」、「逆プロンプト（opposite prompt。右の意）」という語も用いられているので誤解されやすいからである。日本では客から観ての左右が上下である。
- 「ハウス・レフト（House left。「小屋の左」の意）」、「ハウス・ライト（house right。「小屋の右」の意）」は観客の見た目である。観客にとっての左が「ハウス・レフト」、右が「ハウス・ライト」である。これが日本の上下と一致する。